# Dreimännerkollegium
Als Dreimännerkollegium wird in der Fachliteratur das Kollegium aus Ministerpräsident, Landtagspräsident und Staatsratspräsident des Freistaats Preußen bezeichnet, das durch den Artikel 14 der preußischen Verfassung vom 30. November 1920 vorgesehen war und einstimmig eine Landtagsauflösung beschließen konnte.
Zu einem historisch bedeutenden Vorfall kam es im Februar 1933, als Landtagspräsident Hanns Kerrl (NSDAP) eine Landtagsauflösung herbeiführen wollte. Konrad Adenauer (Zentrum), der als Staatsratspräsident dem Kollegium angehörte, wollte eine legale Beschlussfassung unmöglich machen und verließ den Saal, bevor ein Entschluss gefasst war. Die beiden verbliebenen Kollegiumsmitglieder, Kerrl und Reichsvizekanzler Franz von Papen (parteilos), der als kommissarischer preußischer Ministerpräsident fungierte, beschlossen die Auflösung des Landtags mit ihren beiden Stimmen, die sie als Einstimmigkeit im Sinne der Verfassung ansahen.